# Yoltéotl
Yoltéotl es una palabra nahua que quiere decir el "corazón de Dios" o alguien que contiene una creatividad casi espiritual (una "mente progresista"). La palabra es compuesta de yollotl (corazón) y téotl) (Dios, espíritu, fuerza o movimiento). En la espiritualidad yaqui/chicana, que puede combinar aspectos de los conceptos tradicionales católicos (que resuenan en todas las religiones del mundo), "Yolteotl" se compara con el concepto católico del Sagrado Corazón.
Filosóficamente, Yolteotl es un estado de unidad con el universo que se obtiene tras esfuerzos personales, parecido al nirvana en el budismo, aunque el nirvana es una forma interna de perfeccionamiento mientras Yolteotl es una forma externa de aclaración dirigida a la creación.

## En el arte y la cultura popular
El término fue usado en el anime RahXephon para describir el estado de ser, muy parecido a la definición filosófica, en la cual el sistema Xephon podría ser empleado por su propósito real: la recreación del mundo.